# 魏敏
魏敏（？—？），河南巩县人，明朝政治人物。

## 生平
洪武二十一年，魏敏中式戊辰科三甲第七十六名進士，后授吏科给事中。因母病告归省，未抵达时已闻母丧。魏敏大恸，五日不食水浆，三年守墓，乡里纷纷称赞其孝，朱元璋亦旌表其孝。